# Giulio Cavalli
Giulio Cavalli (Milano, 26 giugno 1977) è un attore, scrittore, giornalista, regista teatrale, drammaturgo e politico italiano.

## Attività teatrale
Dopo aver fondato a Lodi la compagnia Bottega dei Mestieri Teatrali, firmando il testo e la regia di spettacoli "locali" come Il Cantafavole Muto, Tetiteatro e un chicco di caffè, Carro Poetico, Pulvere de Katabatù e Filo Spinato sale alla ribalta con lo spettacolo Kabum!...come un paio di impossibilità nel 2006, spettacolo teatrale sulla Resistenza italiana con la direzione artistica di Paolo Rossi.
Lo stesso anno produce anche (Re) Carlo (non) torna dalla battaglia di Poitiers, spettacolo sulla vicenda del G8 a Genova nel 2001 (immaginata come <<giullarata musicale>>, come fosse avvenuta cinquecento anni prima) e sulla morte di Carlo Giuliani, e Linate 8 ottobre 2001: la strage, scritto insieme al giornalista Fabrizio Tummolillo, monologo sull'incidente aereo costato la vita a 118 persone, debuttato nel dicembre 2006 al Piccolo Teatro di Milano.
Del 2007 inoltre Bambini a dondolo, dramma sul turismo sessuale infantile. Dalla stagione 2007-2008 Giulio Cavalli è direttore artistico del Teatro Nebiolo di Tavazzano con Villavesco, nella provincia di Lodi. Nel 2009 mette in scena il monologo Do ut Des, spettacolo teatrale su riti e conviti mafiosi. A causa delle minacce mafiose ricevute a seguito della messa in scena di quest'ultimo spettacolo, gli è stata assegnata una scorta. Cavalli prosegue nella sua denuncia delle collusioni e infiltrazioni mafiose con RadioMafiopoli e altri spettacoli. Il 4 gennaio del 2010 gli viene assegnato il Premio Giovani Giuseppe Fava .
Nell'ottobre 2010 esce il suo primo libro Nomi, cognomi e infami per la collana Verdenero di Edizioni Ambiente. Nel 2011 in collaborazione con il regista Renato Sarti scrive e interpreta L'innocenza di Giulio, spettacolo sul processo al senatore Giulio Andreotti per i suoi rapporti con la mafia, spettacolo da cui nel 2012 è tratto il libro L'innocenza di Giulio: Andreotti e la mafia. Nell'agosto 2013 il collaboratore di giustizia Luigi Bonaventura racconta il progetto per fare fuori Giulio Cavalli. L'indicazione arrivò nella primavera del 2011 da emissari del clan della 'Ndrangheta De Stefano-Tegano. In quel periodo Cavalli era già sotto scorta. Dal giugno 2013 collabora con il giornale online Fanpage.it, per il quale realizza editoriali e format video, oltre a curare la rubrica Le Uova Nel Paniere. Dal 2015 cura la rubrica Il buongiorno di Giulio Cavalli sul settimanale Left. Dal 2019 scrive sul giornale online The Post Internazionale e nello stesso anno inizia a collaborare con Il Riformista. Il suo ultimo libro, Carnaio, è stato proposto al Premio Strega 2019 da Concita De Gregorio. Il libro ha ottenuto il Premio Selezione Campiello Giuria dei Letterati; ed è stato finalista al Premio Napoli Dal 2022 collabora con La Notizia.

## Attività politica
Candidato indipendente consigliere per le elezioni regionali in Lombardia nella lista Italia dei Valori, risulta eletto il 28 marzo 2010 come consigliere più votato di IdV con 3.836 preferenze nel collegio della provincia di Milano e 528 nel collegio della provincia di Varese. Fonda assieme ad altri due consiglieri regionali della Lombardia (Chiara Cremonesi e Pippo Civati) il primo gruppo interistituzionale che si pone il problema dell'infiltrazione della mafia negli appalti per l'Expo 2015, l'Expo No Crime. Il 1º luglio 2011 lascia l'Italia dei Valori per aderire al partito di Nichi Vendola, Sinistra Ecologia Libertà, "per contribuire attivamente al cantiere della Sinistra".
Nell'ottobre 2012, a seguito dell'annuncio delle dimissioni del Presidente della Regione Lombardia Roberto Formigoni, si è detto disponibile a candidarsi alla sua successione. In seguito sostiene alle primarie del centrosinistra in Lombardia Umberto Ambrosoli, divenuto in seguito candidato sconfitto alla presidenza della regione del centrosinistra. Alle elezioni regionali del 24 e 25 febbraio 2013 è stato candidato alla carica di consigliere regionale lombardo con il suo partito Sinistra Ecologia Libertà ma non è stato eletto. Nel 2016 aderisce a Possibile, il partito fondato da Pippo Civati.

## Libri
- Giulio Cavalli, Fabrizio Tummolillo, Linate 8 ottobre 2001: la strage, Macerata, Edizioni XII, 2007, ISBN 978-88-95733-09-8.
- Giulio Cavalli, La politica? Diciamocelo tra di noi... in  Eric Cò, Che cosa voterò da grande? La mia prima lezione di democrazia e diritto di voto, ovvero I come e i perché di una scelta che potrebbe anche (non) cambiarmi la vita, Genova, Italian University Press, 2010, ISBN 978-88-8258-125-1.
- Giulio Cavalli, Nomi, cognomi e infami, Milano, Edizioni Ambiente, 2010, ISBN 978-88-96238-37-0.
- Giulio Cavalli, L'innocenza di Giulio: Andreotti e la mafia, Milano, Chiarelettere, 2012, ISBN 978-88-6190-235-0.
- Giulio Cavalli, Bambini a dondolo (favole nere sul turismo sessuale su minori), Roma, Narcissus.me, 2014, ISBN 978-605-03-0334-6.
- Giulio Cavalli, Corro perché scivolo (Racconto su Dorando Pietri), Roma, Narcissus.me, 2014, ISBN 978-605-03-1133-4.
- Giulio Cavalli, Mio padre in una scatola da scarpe, Milano, Rizzoli, 2015, ISBN 978-605-03-1133-4.
- Giulio Cavalli, Santamamma, Milano, Fandango Libri, 2017, ISBN 978-8860445001.
- Giulio Cavalli, Carnaio, Roma, Fandango Libri, 2018, ISBN 978-8860445773.
- Giulio Cavalli, Disperanza, Roma, Fandango Libri, 2020, ISBN 978-8860446794.
- Giulio Cavalli, Nuovissimo testamento, Roma, Fandango Libri, 2021, ISBN 978-8860447098.
- Giulio Cavalli, I mangiafemmine, Roma, Fandango Libri, 2023, ISBN 978-8860449382